# Grupo Grosvenor
O Grupo Grosvenor é um grupo inglês de empresas que atuam em âmbito mundial, no desenvolvimento e investimento do setor imobiliário. Tem interesses em quatro áreas geográficas distintas: Reino Unido e Irlanda, Europa Continental, América do Norte e Canadá e Ásia, Austrália e Pacífico. 
O Grupo Grosvenor é propriedade de Hugh Grosvenor, 7.º Duque de Westminster, que é um dos  homens mais ricos do Reino Unido. O grupo foi construído a partir das possessões da família Grosvenor na capital londrina (parte de Mayfair, bastante de Belgravia e partes de Knightsbridge; a área de Pimlico foi também desenvolvida pela família, mas tem sido vendida).
Suas atividades no continente europeu consistem nas seguintes áreas: centros comerciais, escritórios, business parks, parques científicos, industrais e de estacionamento, residências e centros urbanos.
Seus principais ativos encontram-se em Londres, Edimburgo, Dublin, Liverpool, Preston e Cambridge. Detém imóveis na França, na Bélgica, na Itália e em Luxemburgo. Na Espanha, administra uma empresa-comum com o Grupo Lar. O grupo está presente também em Sydney, Brisbane, Melbourne, Hong Kong, Japão, Singapura e Shangai. 
Contudo, o Grupo Grosvenor não tem uma participação superior a 5% no capital social de empresas localizadas no Brasil e nos demais países membros do Mercosul.